# 라틴아메리카 요리

라틴 아메리카

라틴 아메리카 요리(Latin America 料理)는 아메리카 요리의 한 갈래로, 라틴 아메리카 지역의 요리들을 포함한다.

## 분류
라틴 아메리카 요리에 속하는 요리는 다음과 같다.
| - 과테말라 요리 - 니카라과 요리 - 도미니카 공화국 요리 - 멕시코 요리 - 베네수엘라 요리 - 볼리비아 요리 - 브라질 요리 - 아르헨티나 요리 - 아이티 요리 - 에콰도르 요리 - 엘살바도르 요리 - 온두라스 요리 - 우루과이 요리 - 칠레 요리 - 코스타리카 요리 - 콜롬비아 요리 - 쿠바 요리 - 파나마 요리 - 파라과이 요리 - 페루 요리 | - 미국 요리 - 푸에르토리코 요리 - 프랑스 요리 - 과들루프 요리 - 기아나 요리 - 마르티니크 요리 - 생마르탱 요리 - 생바르텔레미 요리 |

## 같이 보기
- 남아메리카 요리
- 북아메리카 요리
- 아메리카 원주민 요리